# Zündkirsche
Eine Zündkirsche wird verwendet, um in der Aluminothermie bzw. bei Thermitreaktion die exotherme Redoxreaktion in Gang zu setzen. 

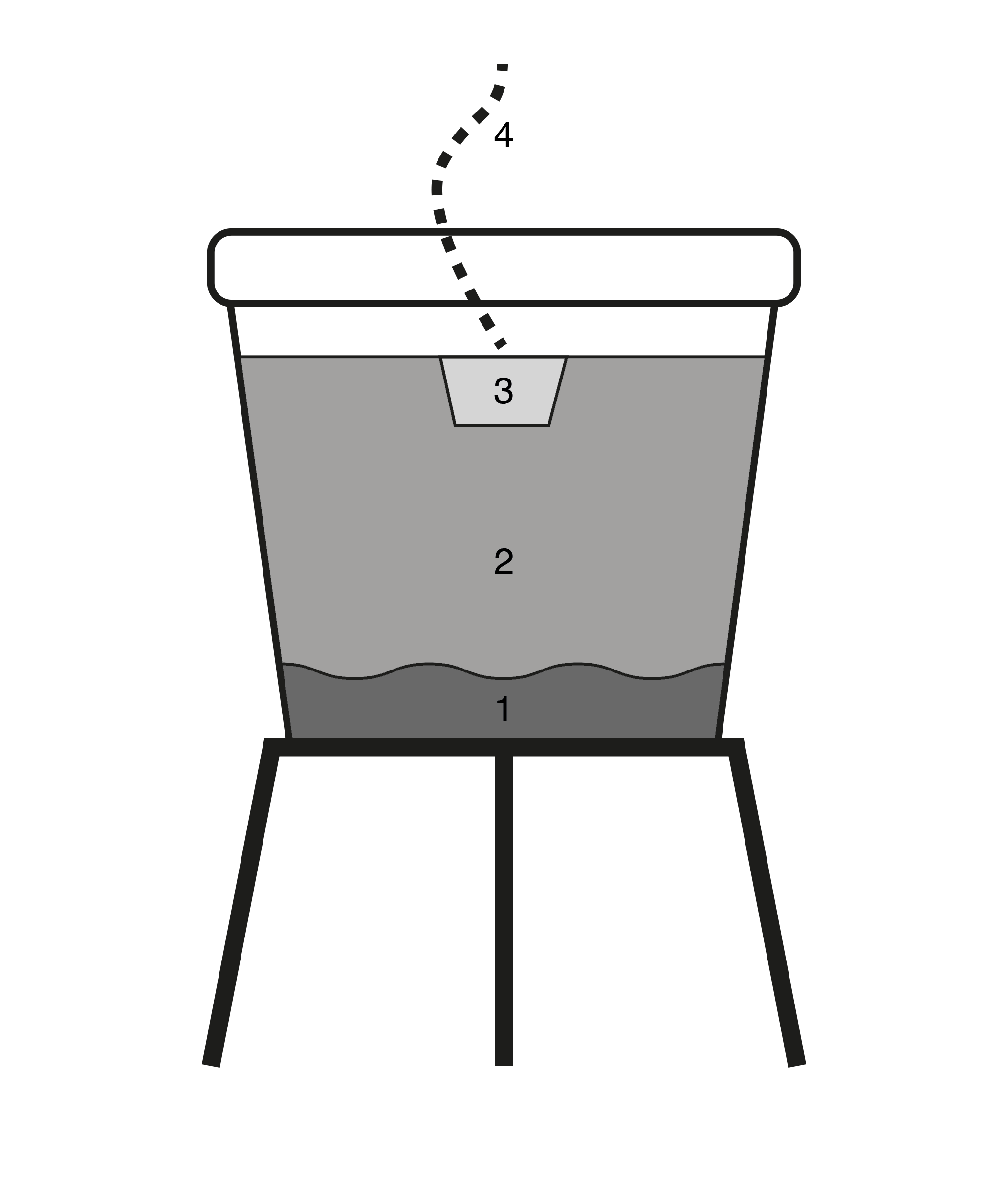
Schema eines Laboraufbaus der Aluminothermischen Reaktion. (1) Fließmittel (2) Reaktionsmischung (Thermitgemisch) (3) Zündkirsche (4) Lunte

Die Zündkirsche besteht aus einem Gemisch von Bariumperoxid und Magnesium, das mit Hilfe eines Magnesiumbandes entzündet wird und kurzzeitig die sehr hohe Temperatur erzeugt, die nötig ist, um die Reaktion zu starten.
Dabei reagiert das Bariumperoxid mit Magnesium stark exotherm zu Bariumoxid und Magnesiumoxid.
{\displaystyle {\ce {BaO2 + Mg ->BaO + MgO}}}